# Angela Maria Guidi Cingolani
Pour les articles homonymes, voir Guidi et Cingolani.
Angela Maria Guidi, épouse Cingolani (née le 31 octobre 1896 à Rome et morte le 11 juillet 1991 dans la même ville) est une femme politique italienne.

## Biographie
Angela Maria Guidi adhère à l’Action catholique à dix-huit ans, dont elle devient propagandiste et dirige le comité romain de la Gioventù femminile cattolica.
En 1919, elle entre au Parti populaire italien (PPI) après avoir rencontré son fondateur, Luigi Sturzo, et en devient la secrétaire du groupe féminin romain jusqu’à la dissolution du PPI par Mussolini en 1926.
Titulaire d'un laurea, elle est inspectrice du travail à partir de 1925 ; elle enquête sur le travail féminin et intègre le Bureau international du travail, à Genève, en 1931.
En 1935, elle épouse Mario Cingolani, cofondateur du PPI et dirigeant de l'Action catholique, ancien député et secrétaire au travail des gouvernements Facta I et II, de dix ans son aîné. Ils s'engagent ensemble dans la résistance et adhèrent à la Démocratie chrétienne clandestine durant la guerre, dont ils participent à la construction.
Tous deux sont nommés à la Consulta Nazionale en 1945 puis élus à l'Assemblée constituante en 1946. Elle fait partie des 21 premières femmes élues membres d'une assemblée parlementaire en Italie. Elle est également déléguée nationale du mouvement féminin de la Démocratie chrétienne.
En tant que secrétaire d'État auprès du ministre de l'Industrie et du Commerce italienne entre 1951 et 1953, Angela Maria Guidi Cingolani est la première femme à faire partie d'un gouvernement italien, en l’occurrence le 7e d'Alcide de Gasperi. Néanmoins, ce n'est qu'en 1976, qu'une femme dirige un ministère de plein exercice, en l'occurrence Tina Anselmi à la tête du ministère du Travail et de la Protection sociale.